# Hindås
Hindås är en tätort i Härryda kommun, omkring tre mil öster om Göteborg. Orten ligger vid Västra Nedsjön och Mölndalsån börjar här. Här finns en station på järnvägen mellan Göteborg och Borås, en del av Kust till kust-banan. Den öppnades den 15 december 1894.

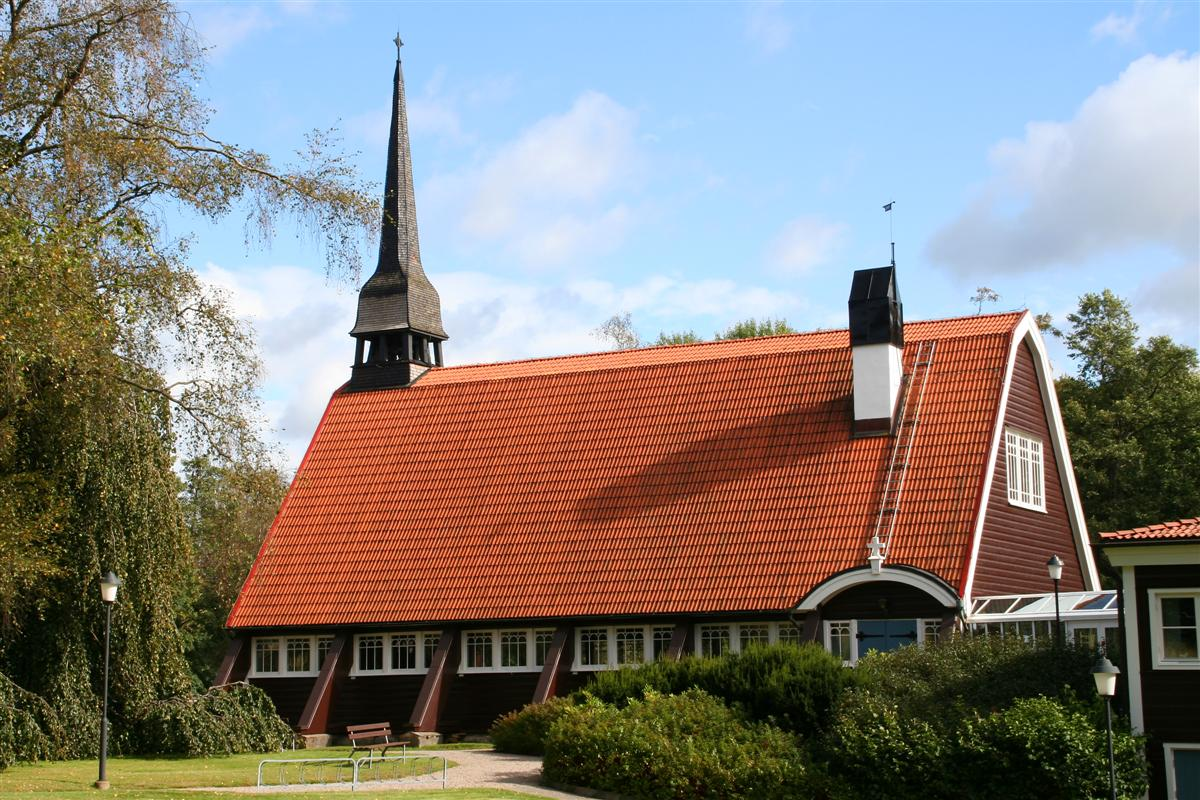
Hindås kyrka i jugendstil

## Historia
I Hindås finns många byggnader från tidigt 1900-tal i stilarna jugend och nationalromantik. Exempel på detta är Hindås kyrka, stationshuset och flera villor som byggdes som fritidshus för välbeställda göteborgare. Liknande områden som växte upp längs samma järnväg är Långenäs och Pixbo.
Idrottsplatsen i Hindås invigdes den 26 maj 1927 av polisdomaren Ivar Berger från Göteborg. Två pojklag från trakten spelade en öppningsmatch.
Hindås ligger högt och var tidigare snösäkert. Därför var orten ett populärt vinterutflyktsmål för västsvenskar och en av Sveriges stora backhoppningsorter. Det finns två hoppbackar i anslutning till hotellet Hindåsgården. Sedan våren 2015 arbetar Erik Boströms stiftelse för hoppbackarnas bevarande. Den stora hoppbacken byggd i betong 1932 är ett landmärke för Hindås och stiftelsen har fixat så att backen fått belysning och tänds kvällstid. 
Man har även börjat på att renovera delar av hoppbacken 2019.
Under Hindås storhetstid som turistort fanns det minst tolv hotell och pensionat. Idag finns det två kvar, Hindåsgården (f d Idrottsgården) och Hjortviken (f d Hindås Hotell och dessförinnan Turisthotell). Hindås Sanatorium och Turisthotell öppnades 1906 och var då norra Europas största trähotell. Denna stora byggnad brann ner 1935 och året innan hade Idrottsgården brunnit ner. Bägge hotellen byggdes upp igen, dock inte som träbyggnader.

### Administrativ historik
Den största delen av Hindås tillhör historiskt Björketorps socken i Bollebygds härad, men de västliga delarna ligger i Härryda socken i Sävedals härad. Efter en gränsreglering 1952 ligger hela orten i Björketorps socken.

### Befolkningsutveckling
| Befolkningsutvecklingen i Hindås 1960–2020 | Befolkningsutvecklingen i Hindås 1960–2020 | Befolkningsutvecklingen i Hindås 1960–2020 | Befolkningsutvecklingen i Hindås 1960–2020 | Befolkningsutvecklingen i Hindås 1960–2020 |
| ------------------------------------------ | ------------------------------------------ | ------------------------------------------ | ------------------------------------------ | ------------------------------------------ |
|                                            |                                            |                                            |                                            |                                            |
| År                                         |                                            |                                            | Folkmängd                                  | Areal (ha)                                 |
| 1960                                       | 1960                                       |                                            | 559                                        |                                            |
| 1965                                       | 1965                                       |                                            | 660                                        |                                            |
| 1970                                       | 1970                                       |                                            | 898                                        |                                            |
| 1975                                       | 1975                                       |                                            | 1 260                                      |                                            |
| 1980                                       | 1980                                       |                                            | 1 365                                      |                                            |
| 1990                                       | 1990                                       |                                            | 1 877                                      | 281                                        |
| 1995                                       | 1995                                       |                                            | 1 933                                      | 284                                        |
| 2000                                       | 2000                                       |                                            | 2 001                                      | 287                                        |
| 2005                                       | 2005                                       |                                            | 2 064                                      | 289                                        |
| 2010                                       | 2010                                       |                                            | 2 244                                      | 291                                        |
| 2015                                       | 2015                                       |                                            | 2 901                                      | 493                                        |
| 2018                                       | 2018                                       |                                            | 2 974                                      | 489                                        |
| 2020                                       | 2020                                       |                                            | 3 098                                      | 485                                        |
| Anm.: sammanvuxen med Tullebo 2015         |                                            |                                            |                                            |                                            |

## Vägförbindelser
- Länsväg O 554 mot Bollebygd och Göteborg
- Länsväg O 529 mot Rävlanda

## Idrott och friluftsliv
Hindås Kanot & Friluftsklubb,  Hindås Skidklubb, Hindås Innebandyklubb, Hindås Scoutkår, IFK Hindås fotboll, Hindås Gymnastikförening och IFK Hindås Schack är några föreningar i Hindås.
Vildmarksleden är en vandringsled som numera är cirka 42 km lång. Den går från Hindås station till Skatås motionscentrum i Göteborg.
1958 hade det brasilianska och det sovjetiska fotbollslandslaget sina VM-läger i Hindås.